# Спеціальний літній павільйон зупинки трамвая (тип № 1)
Спеціальний літній павільйон зупинки трамваю, тип № 1.

## Загальний опис
Спеціальний літній павільйон зупинки трамваю, тип № 1 Павільйон відноситься до так званих «літніх павільйонів», які передбачалися до споруди в паркових і курортних місцевостях. Павільйон виконаний у стилі модерну, більшу частину його площі займає закруглений навіс.
Павільйон зупинки трамваю розташований на території парку ім. Т. Г. Шевченко. Поруч з павільйоном зупинки знаходяться вали фортеці 18 ст. і Олександрівська колона, а також електрична підстанція початку ХХ ст. в неокласичному стилі. Архітектори — А. Б. Мінкус та Лазар Белкін. Встановлений бельгійським акціонерним товариством одеських трамваїв. Павільйон є представником інженерно-технічної споруди початку ХХ століття.

## Дата утворення об'єкта
1912 рік (постанова на спорудження № 797 24.08.1912, план № 1270).

## Перебудови, втрати й історичні нашарування
Відкрита частина забудована. Зараз перетворений на адміністративне приміщення(в павільйоні розташована адміністрація парку ім. Т. Г. Шевченка).